# Walgettosuchus
Walgettosuchus woodwardi is een theropode dinosauriër, behorend tot de groep van de Neotheropoda, die tijdens het vroege Krijt leefde in het gebied van het huidige Australië.

## Vondst en naamgeving
In 1905 werd bij Wollaston, bij Lightning Ridge in New South Wales, een wervel gevonden van een dinosauriër. Het fossiel werd toegevoegd aan de collectie van het British Museum of Natural History en in 1910 kort beschreven door Arthur Smith Woodward. In 1932 benoemde Friedrich von Huene de typesoort Walgettosuchus woodwardi. De geslachtsnaam verbindt de naam van het plaatsje Walgett met een gelatiniseerd Grieks Souchos, de naam voor de Egyptische krokodillengod Sebek. Von Huene had in de jaren dertig de gewoonte dinosauriërnamen niet op "~saurus" maar op "~suchus" te laten eindigen omdat dinosauriërs veel nauwer verwant zijn aan krokodilachtigen dan aan hagedissen. De soortaanduiding eert Woodward.

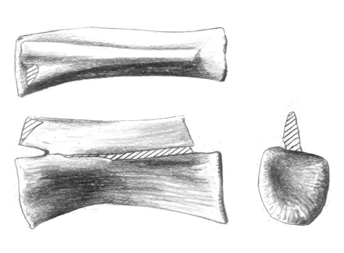
De staartwervel door Jaime Headden

Het holotype, BMNH R3717, is gevonden in een laag van de Wallangulla Sandstone-afzetting, deel van de Griman Creek Formation, die dateert uit het Albien. Het bestaat uit een enkele wervel, vermoedelijk afkomstig van het achterdeel van de staart.
Er is vaak gesuggereerd, ook door von Huene zelf, dat Walegttosuchus identiek zou zijn aan de in dezelfde formatie gevonden grote theropode Rapator, die alleen bekend is van een kootje. Hoewel de elementen elkaar dus goed zouden kunnen aanvullen betekent dit ook dat een identiteit niet bewezen kan worden.

## Beschrijving
De wervel is geopaliseerd: door hydratatie in een edelsteen veranderd. Het wervellichaam is langwerpig en 63 millimeter lang; Walgettosuchus is dus waarschijnlijk een vrij forse roofsauriër. Von Huene nam aan dat er aan de voorkant lange werveluitsteeksels, prezygoapofysen, moeten hebben gezeten maar het is tegenwoordig niet meer duidelijk waarop hij zijn oordeel baseerde. Het wervelcentrum wordt bekroond door een laag en lang doornuitsteeksel waarvan wellicht het achterstuk is afgebroken. Deze spina heeft een holle bovenrand en een rechthoekige doorsnede; aan de voorste basis ervan loopt een diepe groeve schuin omlaag over het wervellichaam dat zelf ook een rechthoekige doorsnede heeft. De wervel is amficoel: hol aan beide uiteinden.
De wervel heeft nooit veel aandacht gekregen en tot nu toe is het niet gelukt een uniek afgeleid kenmerk, een autapomorfie, vast te stellen. Algemeen wordt het taxon gezien als een nomen dubium.

## Fylogenie
Von Huene bracht Walgettosuchus onder bij de Ornithomimidae, latere auteurs meestal bij de Coeluridae. Een korte analyse van Ralph Molnar in 1980 concludeerde dat de vorm van de wervel beide plaatsingen niet uitsluit maar ook niet een classificatie in de Allosauridae; de achterste staartwervels van de meeste Mesozoïsche theropoden lijken erg op elkaar. Walgettosuchus is dan niet verder te determineren dan een Neotheropoda incertae sedis.